# Can't Be Tamed
Can't Be Tamed је трећи студијски албум америчке певачице Мајли Сајрус. Изашао је 18. јуна 2010. од стране Hollywood Records; и представља њен последњи албум са овом издавачком кућом након што ју је променила са RCA Records 2013. Мајли је написала пројекат 2009, док је путовала са својом турнејом Wonder World Tour, и снимила 2010. Can't Be Tamed представља разлику од њених ранији албума, за које каже да је више не инспиришу. Извршни продуценти су Тиш Сајрус и Џејсон Морли. Вечина текстова подразумева ослобађање очекивања, који су углавном спомињани у везама.
Од самог изласка, Can't Be Tamed је добио измешане критике од критичара, који су описали неуспех Мајли Сајрус да покаже своју одраслу фигуру. Нашао се на трећој позицији Билбордове листе, продавши 100.000 копија током прве седмице изласка. Албум је до сада продао 350.000 копија у САД, и нашао се на солидним местима међународно, укључујући и топ десет позиција у Аустралији, Канади и Уједињеном Краљевству.

## Списак песама
- — 4:06

1. — 3:34
2. — 2:48
3. — 3:48
4. — 3:09
5. — 3:28
6. — 3:37
7. — 4:21
8. — 3:42
9. — 4:09
10. — 3:43
11. — 3:43
12. — 4:01